# خوش‌شانس (ترانه هالزی)
«خوش‌شانس» (انگلیسی: Lucky) ترانه‌ای از خوانندۀ آمریکایی هالزی می‌باشد که در ۲۶ ژوئیهٔ سال ۲۰۲۴ توسط کلمبیا رکوردز به‌عنوان تک‌آهنگ اصلی پنجمین آلبوم استودیویی وی تحت عنوان مقلد بزرگ منتشر گردید.